# Demba Ba
Demba Ba, nascut el 25 de maig de 1985 a Sèvres, és un futbolista professional senegalès i francès.

## Carrera esportiva
El 29 d'agost de 2007 anà al 1899 Hoffenheim. Ba des de llavors ha estat una part integral de l'equip des de la promoció del Hoffenheim a la primera divisió Bundesliga, fins a la seva reeixida primera temporada a la Bundesliga; on va acabar setè després d'haver liderat la classificació al nadal.
En eixa temporada va marcar 14 gols només perdent-se un sol partit durant tota la temporada. Eixos gols inclouen un triplet en una partit de resultat 3 a 3 contra el Stuttgart el 24 de febrer del 2009.
En aquests tres anys i mig al Hoffenheim el cartell de Ba com a golejador ha augmentar considerablement i va atruere l'interès d'altres clubs. El juliol del 2009 va estar punt de ser traspassat a l'Stuttgart, però no va superar les proves mèdiques.
Durant la treva hivernal de la temporada 2010-2011, Ba va entrar en conflicte amb el Hoffenheim per entendre que el club el retenia davant una oferta del West Ham anglès. El davanter franco-senegalès no va anar a la concentració de l'equip a La Manga (Múrcia), forçant així la seva sortida del club. El 15 de gener, el Hoffenheim va arribar a un acord amb l'Stoke City, però Demba Ba tampoc va superar les proves mèdiques del club anglès. Finalment, el 28 de gener, Hoffenheim i West Ham van arribar a un acord i Ba es va comprometre amb el club londinenc fins al juny de 2014.
Ba va marcar dos gols en el seu primer partit com a titular amb el West Ham United FC, el 12 de febrer davant el West Bromwich Albion (3-3).
EL 4 de gener del 2013 va ser traspassat al Chelsea.